# Radziszewo-Króle
Radziszewo-Króle – wieś w Polsce położona w województwie podlaskim, w powiecie wysokomazowieckim, w gminie Ciechanowiec.
Zaścianek szlachecki Króle należący do okolicy zaściankowej Radziszewo położony był w drugiej połowie XVII wieku w ziemi drohickiej województwa podlaskiego. W latach 1975–1998 miejscowość administracyjnie należała do województwa łomżyńskiego.
| SIMC    | Nazwa  | Rodzaj    |
| ------- | ------ | --------- |
| 1013855 | Wieska | część wsi |
| 1013884 | Zawsie | część wsi |

## Historia
Wieś założona w pobliżu niewielkiej rzeczki Kukawki, lewego dopływu Nurca. W I Rzeczypospolitej należała do ziemi drohickiej w województwie podlaskim.
Początkowo w całości w posiadaniu Radziszewskich. Na skutek działów utworzyła się tzw. okolica szlachecka Radziszewo, w obrębie której znalazły się: Radziszewo-Króle, Radziszewo-Sieńczuch, Radziszewo-Sobiechowo i Radziszewo Stare
.
Pod koniec wieku XIX w powiecie bielskim, gubernia grodzieńska, gmina Skórzec.
W roku 1921 w Radziszewie-Królach naliczono 44 budynki z przeznaczeniem mieszkalnym i 241 mieszkańców (111 mężczyzn i 130 kobiet). Wszyscy zadeklarowali narodowość polską. Wyznanie rzymskokatolickie zgłosiło 237 osób, a mojżeszowe 4.

## Urodzeni w Radziszewie-Królach
- Franciszek Radziszewski (1817–1885) – bibliograf polski[8]